# Grounded (videogioco)
Grounded è un videogioco di sopravvivenza in corso di sviluppo da Obsidian Entertainment e che verrà pubblicato da Xbox Game Studios. Il gioco è stato pubblicato in accesso anticipato per Microsoft Windows e Xbox One dal 28 luglio 2020 su Steam e Microsoft Store; il gioco completo è stato reso disponibile il 27 settembre 2022. Il 16 aprile 2024 è uscito anche su Nintendo Switch, PlayStation 4 e PlayStation 5.

## Trama
Il gioco è ambientato negli anni '80, la storia segue le vicende di un gruppo di adolescenti che devono svelare il mistero dietro il perché sono stati ridotti alle dimensioni di una formica.

## Modalità di gioco
Grounded è un gioco che può essere giocato sia in prima sia in terza persona. Nel gioco, il personaggio giocante è stato ridotto alle dimensioni di una formica e deve lottare per sopravvivere in un cortile pieno di pericoli. Il protagonista del gioco avrà bisogno di consumare una certa quantità di acqua e cibo, altrimenti perderà lentamente la salute a causa della fame o della disidratazione. Il cortile è pieno di insetti come: ragni, api, mantidi, coccinelle, acari della polvere e tanti altri. Ogni insetto del gioco ha il suo scopo; per esempio, i ragni sono tra i superpredatori che daranno la caccia ai giocatori, le coccinelle possono essere cavalcate dai giocatori, mentre gli afidi possono essere cotti per sfamare il proprio personaggio. I giocatori possono tagliare l'erba per raccogliere la rugiada e raccoglierla in una borraccia, in modo da dissetarsi. Il gioco offre una particolare modalità ai giocatori che soffrono di aracnofobia, la quale permette di scegliere tra cinque diversi livelli di mitigazione delle figure degli aracnidi, fino alla possibilità di trasformali in piccoli pallini bianchi volanti.
A mano a mano che i giocatori progrediranno nel gioco, verranno sbloccate nuove aree del cortile. La difficoltà del videogioco aumenta gradualmente con l'introduzione di nemici sempre più forti. Durante il gioco, i giocatori dovranno cercare le risorse sparse per il mondo di gioco, in modo da costruire una base per difendersi dai nemici, soprattutto di notte quando gli insetti diventano più aggressivi. Tali risorse possono essere utilizzate per creare diversi strumenti, trappole e armi, come ad esempio asce, lance e archi per sconfiggere i nemici. I giocatori dovranno stare attenti alla propria stamina, altrimenti il personaggio diventerà esausto e non potrà muoversi fino a quando non la recupera. Il gioco può essere giocato in giocatore singolo oppure in modalità cooperativa, attraverso il network Xbox Live, fino a un massimo di quattro giocatori.

## Doppiaggio
| Personaggio       | Doppiatore      |
| ----------------- | --------------- |
| Dr. Wendell Tully | Zachary Levi    |
| BURG.L            | Josh Brener     |
| Max               | Luke Youngblood |
| Willow            | Ozioma Akagha   |
| Pete              | Max Mittelman   |
| Hoops             | Charlet Chung   |

## Sviluppo
Dopo la pubblicazione di Pillars of Eternity II: Deadfire, il team di sviluppo di Obsidian Entertainment ha fatto un brainstorming per il nuovo videogioco di sopravvivenza. Mentre la maggior parte del personale in Obsidian ha lavorato su The Outer Worlds, un piccolo team composto da 13 persone ha iniziato la produzione di Grounded. Il gioco si trovava già in produzione, prima dell'acquisizione di Obsidian da parte di Microsoft nel 2018. A novembre 2019, il videogioco è stato annunciato da Xbox Game Studios durante l'evento X019. La versione in accesso anticipato includerà il 20% della campagna principale del gioco, Obsidian terrà in conto il feedback dei giocatori, durante lo sviluppo del gioco verso l'uscita completa nel 2021.
Il team ha visto i film A Bug's Life - Megaminimondo e Tesoro, mi si sono ristretti i ragazzi per trarre ispirazione. Per essere informati sulla specie degli insetti, il team ha guardato molti video su YouTube, prodotti da appassionati del mondo degli insetti. Come ambientazione di gioco, è stato scelto il cortile per un fattore di riconoscibilità e accessibilità, ma esso rappresenta un "senso vero del pericolo". Il direttore del gioco Adam Brennecke, ha paragonato l'ambientazione del cortile ad un "parco di divertimento", arricchendo l'ambiente di gioco con numerosi punti di riferimento del mondo, nel tentativo di renderlo più vivo e interessante.
Il team immagina un mondo di gioco interattivo e che in base alle decisioni intraprese dal giocatore lo stato del mondo cambia. Brennecke disse che come per i precedenti titoli di Obsidian, l'elemento che sarà particolarmente curato sarà la trama. Il team ha lavorato molto sulla creazione di un'intelligenza artificiale per gli insetti che siano in grado di gestire i propri comportamenti autonomamente. Ad esempio, le formiche essendo curiose del personaggio giocante inizialmente non lo attaccheranno, ma in caso il giocatore costruisce una base attorno al cibo oppure il personaggio del giocatore diventa più forte, le formiche cominceranno ad identificarlo come una minaccia, e di conseguenza attaccheranno il giocatore.

## Accoglienza
Benji-Sales su Twitter ha fatto notare che Grounded è stato il gioco più venduto al mondo su Steam durante il giorno di lancio, mentre su Twitch è stato il secondo videogioco più visualizzato.
Grounded è stato nominato al The Game Awards 2020 per la categoria "Innovazione e Accessibilità".
Grounded è stato valutato 83/100 da metacritic